# ミナミヒメミミズハゼ
ミナミヒメミミズハゼ（みなみひめみみずはぜ　南姫蚯蚓鯊　Luciogobius ryukyuensis）は琉球列島固有のミミズハゼ属の魚の一種。本種は永らくミミズハゼと同種のなかの地域個体群とされ、絶滅のおそれのある地域個体群の指定を受けるなどしてきたが、2006年にミミズハゼから分離された。その後2008年に新種記載された。

## 分布
奄美大島、沖縄島、久米島、石垣島、西表島に分布するほか、和歌山県の一部河川にも生息する。また、濃尾平野およびその周辺と、福井県では、同一種または近縁種の確認例があるが情報に乏しい。河川中流域の転石、砂利の間に生息する。

## 形態
全長5-6cm。背鰭、臀鰭、胸鰭は退化していない。背鰭条数9-11、臀鰭条数9-12、胸鰭条数15-18、脊椎骨数37-38。ミミズハゼに比べ背鰭条数と臀鰭条数は少ない。肛門は臀鰭基部の直前に位置する。胸鰭上部に非常に小さな一本の遊離軟条が存在する。頭は小さく縦扁し、体は細長い。体は黄褐色で、体と頭部の腹面は白い。オスは成熟すると頭部が左右に張り出し、メスは腹腔内の卵により腹部が橙赤色を呈する。

## 生態
繁殖期は12-3月。河口の干潮時に瀬になる場所で産卵する。

## 保全状況
局所的に生息しているため、人為的影響を受けやすい。道路建設、河川改修、農地開発によって個体数は減少している。絶滅危惧II類 (VU)（環境省レッドリスト）に指定されている。
絶滅危惧II類 (VU)（環境省レッドリスト）